# Martina Pretelli
Martina Pretelli (ur. 28 grudnia 1988 w Borgo Maggiore) – sanmaryńska lekkoatletka, sprinterka.
Wzięła udział w biegu na 100 metrów podczas igrzysk olimpijskich w 2012. Odpadła w pierwszej rundzie, zajmując trzecie miejsce w swoim biegu z czasem 12,41.
Reprezentantka małych państw Europy w drużynowych mistrzostwach Europy.

## Wyniki na ważniejszych imprezach
| Reprezentantka San Marino | Reprezentantka San Marino     | Reprezentantka San Marino | Reprezentantka San Marino | Reprezentantka San Marino | Reprezentantka San Marino |
| ------------------------- | ----------------------------- | ------------------------- | ------------------------- | ------------------------- | ------------------------- |
| 2007                      | Igrzyska Małych Państw Europy | Monte Carlo, Monako       | 5.                        | 4 x 100 m                 | 49,96                     |
| 2008                      | Halowe Mistrzostwa Świata     | Walencja, Hiszpania       | 34. (el.)                 | 60 m                      | 8,54                      |
| 2009                      | Igrzyska Małych Państw Europy | Nikozja, Cypr             | 6.                        | 100 m                     | 12,49                     |
| 2009                      | Igrzyska Małych Państw Europy | Nikozja, Cypr             | 4                         | 200 m                     | 25,48                     |
| 2009                      | Igrzyska Małych Państw Europy | Nikozja, Cypr             | 5.                        | 4 x 100 m                 | 50,53                     |
| 2009                      | Igrzyska Małych Państw Europy | Nikozja, Cypr             | 6.                        | 4 x 400 m                 | 4:07,75                   |
| 2009                      | Mistrzostwa Świata            | Berlin, Niemcy            | 49. (el.)                 | 100 m                     | 12,65                     |
| 2010                      | Halowe Mistrzostwa Świata     | Doha, Katar               | 30. (el.)                 | 60 m                      | 7,94                      |
| 2011                      | Igrzyska Małych Państw Europy | Schaan, Liechtenstein     | 4.                        | 100 m                     | 12,02 (NR)                |
| 2011                      | Igrzyska Małych Państw Europy | Schaan, Liechtenstein     | 5.                        | 200 m                     | 24,94 (NR)                |
| 2011                      | Igrzyska Małych Państw Europy | Schaan, Liechtenstein     | 5.                        | 4 x 100 m                 | 49,13 (NR)                |
| 2011                      | Mistrzostwa Świata            | Daegu, Korea Południowa   | 46. (el.)                 | 100 m                     | 12,27                     |
| 2012                      | Halowe Mistrzostwa Świata     | Stambuł, Turcja           | 41. (el.)                 | 60 m                      | 7,79                      |
| 2012                      | Igrzyska Olimpijskie          | Londyn, Wielka Brytania   | 58. (el.)                 | 100 m                     | 12,41                     |
| 2013                      | igrzyska małych państw Europy | Luksemburg                | 8. (el.)                  | 100 m                     | 12,34                     |
| 2013                      | igrzyska małych państw Europy | Luksemburg                | 6.                        | 200 m                     | 25,30                     |
| 2013                      | igrzyska małych państw Europy | Luksemburg                | 4.                        | sztafeta 4 x 100 m        | 49,47                     |
| 2013                      | Mistrzostwa Świata            | Moskwa, Rosja             | 41. (el.)                 | 100 m                     | 12,73                     |
| 2014                      | Halowe Mistrzostwa Świata     | Sopot, Polska             | 40. (el.)                 | 60 m                      | 7,94                      |